# 後下小脳動脈
後下小脳動脈（こうかしょうのうどうみゃく、Posterior inferior cerebellar artery, PICA）は、椎骨動脈の最大の枝であり、上小脳動脈、前下小脳動脈とともに小脳を栄養する主な三つの動脈のうちのひとつ。以下文中ではこの動脈をPICAと表現する。

## 走行
PICAは椎骨動脈から分岐すると延髄上部の表面を背側にまわり、迷走神経および副神経と交叉する。ここで延髄の背外側を栄養する小さな穿通枝を分岐する。この穿通枝が栄養する領域（下オリーブ核の背側領域）には脊髄視床路、三叉神経脊髄路核、疑核からの末梢神経、迷走神経背側核、下小脳脚の腹側、橋および延髄由来の交感神経線維などが通っている。さらに下小脳脚上を通って小脳の下部表面に達する。
内側枝と外側枝があり、内側枝は小脳半球間隙から背側に進み、第四脳室の脈絡叢の一部分を栄養する。一方外側枝は小脳虫部の下位（特に虫部垂や虫部結節）や小脳扁桃、そして小脳半球の下面を分枝しながら栄養し、やがて（椎骨動脈からのもうひとつの枝である）前下小脳動脈および脳底動脈からの枝である上小脳動脈の枝と吻合して終わる。

## 疾患

延髄外側症候群（ワレンベルグ症候群）で障害される部分。延髄の断面図

PICAをふくむ椎骨動脈などの血栓症や脳血管障害によってこの血管領域が梗塞を起こすと、PICA症候群またはワレンベルグ症候群と呼ばれる神経学的にみて特徴的で典型的な症状を示す。これは延髄外側症候群とも呼ばれ、現れる症状は多彩で小脳性運動失調や交代性感覚解離（首から上では障害側の、体幹以下では反対側の温痛覚消失があるが、触圧覚は保たれる）、前庭症状（回転性めまい、悪心、嘔吐など）、障害側のホルネル症候群、構音障害、味覚障害などがあり、運動麻痺は現れない。この神経学的所見は、上述のようにPICAの延髄背外側への穿通枝が栄養する領域に存在する神経核や神経路を考えることで理解できる。
しかし現在では、延髄外側症候群はPICAのそのものの障害よりはむしろ椎骨動脈の障害であることが多いと考えられるようになっている。

## 外部リンク

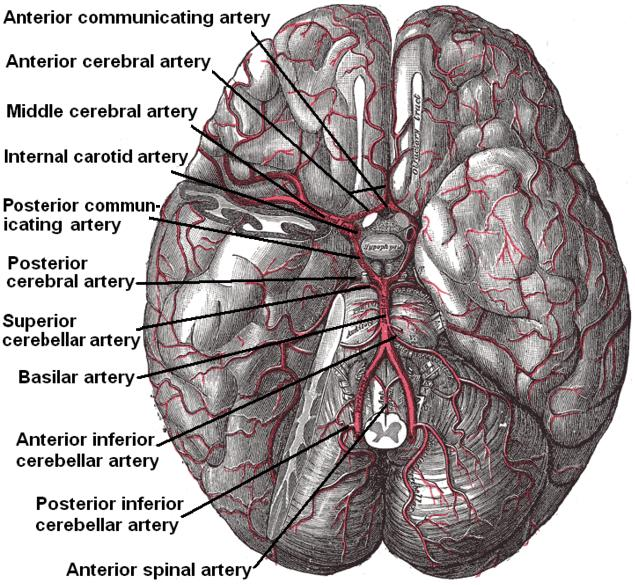
脳底部を下より見た図。後下小脳動脈は下より2番目のラベルで示してある。なお右の大脳側頭葉と小脳半球の一部は省略してある